# Đối tượng quan tâm của Kepler
Đối tượng quan tâm của Kepler (KOI) là một ngôi sao được quan sát bởi kính viễn vọng không gian Kepler và ngôi sao đó bị nghi ngờ có một hoặc nhiều hành tinh đang quá cảnh. KOI đến từ danh sách tổng thể gồm 150.000 ngôi sao, bản thân danh sách này được tạo từ Kepler Input Catalog (KIC).